# Gibbon-Fälle
Die Gibbon-Fälle (englisch Gibbon Falls) sind ein Wasserfall im Yellowstone-Nationalpark in Wyoming, Vereinigte Staaten. An dieser Stelle fällt der Gibbon River ca. 25 Meter vom nördlichen Hochland in die tiefer gelegene Caldera des Vulkans Yellowstone.
Die Gibbon-Fälle liegen nahe der Grand Loop Road zwischen Madison Junction und dem Norris-Geysir-Becken.